# Timiskamingsee
Der Timiskamingsee (englisch Lake Timiskaming; französisch Lac Témiscamingue) ist ein Stausee an der Grenze zwischen den kanadischen Provinzen Ontario (am Westufer) und Québec (am Ostufer).
Er umfasst eine Fläche von 306 km² und zieht sich 108 km von Norden nach Süden. An seiner breitesten Stelle ist er etwa 9 km breit. Im See befinden sich die zwei besiedelten Inseln Île Mann und Île du Collège.
Wichtige Zuflüsse des Stausees sind neben dem Oberlauf des Ottawa River (Rivière des Outaouais) der Montreal River, der Rivière Kipawa und der Blanche River.
Der einzige Abfluss ist der Ottawa River, von dem er auf ganzer Länge durchflossen wird.
Uferorte sind Ville-Marie, New Liskeard und Témiscaming.
Aufgestaut wird der Ottawa River bei Témiscaming durch zwei Dämme – einer in Québec und einer in Ontario. Diese wurden in den Jahren 1911–1914 errichtet. Dazwischen liegt die Flussinsel Long Sault Island. Zweck der von Public Works and Government Services Canada (PWGSC) betriebenen Anlage ist die Abflussregulierung und der Hochwasserschutz. Der Speicherinhalt des Stausees beträgt 1217 Mio. m³.
Eine Straße führt über die Dammkrone der beiden Staudämme und verbindet den Ontario Highway 63 mit der Route 101 in Québec.